# Helmut Allardt
Helmut Hubert Franz Allardt (* 20. März 1907 in Königsberg; † 22. August 1987 in München) war ein deutscher Diplomat und Botschafter der Bundesrepublik Deutschland in Jakarta, Madrid und Moskau.

## Leben

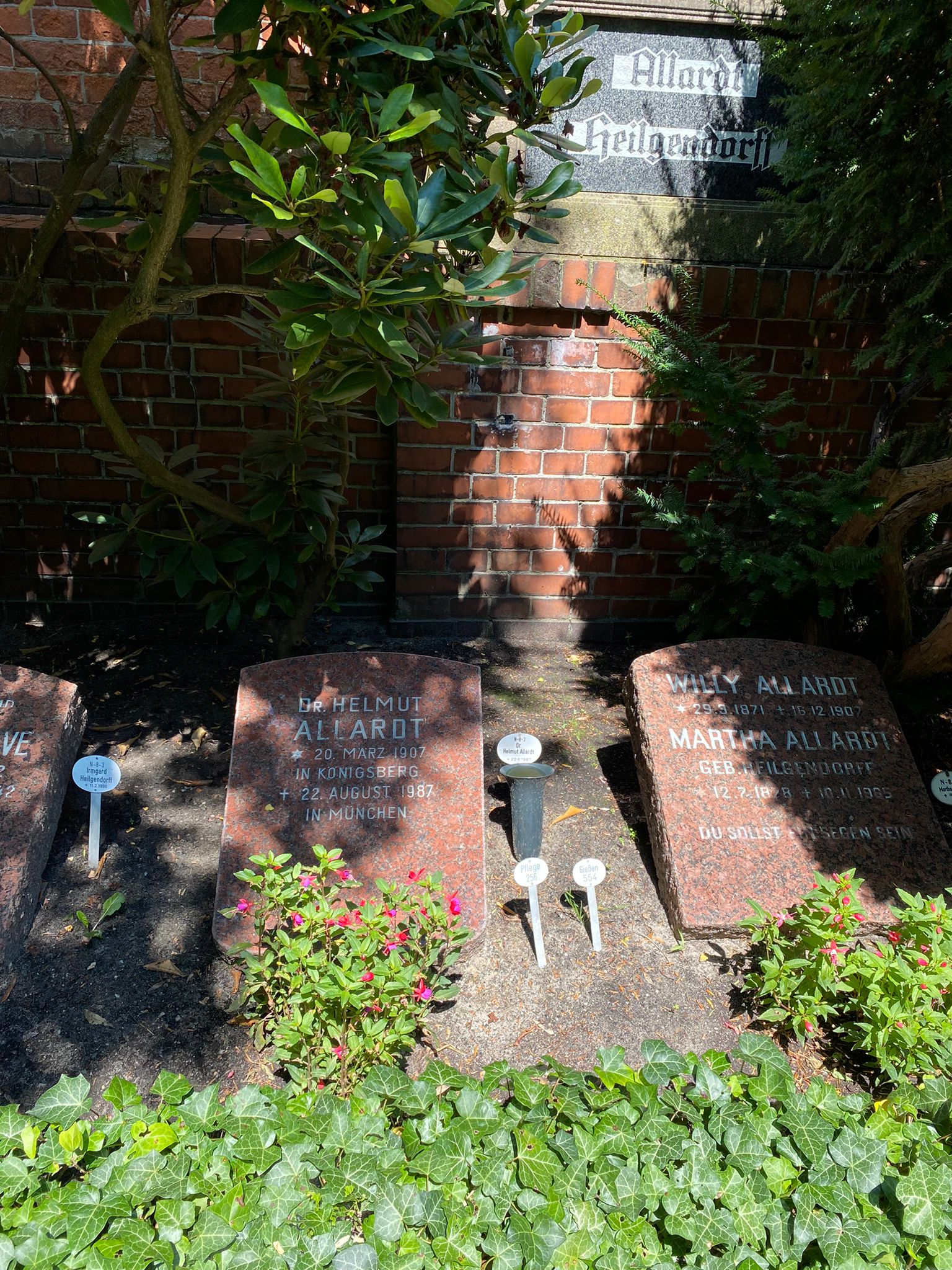
Grabstätte auf dem Friedhof der Dorfkirche Schöneberg

Er war der Sohn eines Offiziers. Nach dem Jurastudium und der Promotion 1935 an der Universität Göttingen trat er nach kurzer wissenschaftlicher Tätigkeit in den diplomatischen Dienst des Auswärtigen Amtes ein. Seine Laufbahn begann Allardt als Legationssekretär an der deutschen Gesandtschaft in Teheran (bis 1940). Am 7. März 1939 beantragte er die Aufnahme in die NSDAP und wurde zum 1. August desselben Jahres aufgenommen (Mitgliedsnummer 7.055.168).
Nach fast zwei Jahren im Bundeswirtschaftsministerium wirkte er ab 1950 beim Aufbau der Handelspolitischen Abteilung des Auswärtigen Amtes der Bundesrepublik Deutschland mit. Von 1954 bis 1958 war Allardt deutscher Botschafter in Jakarta (Indonesien), ehe er 1958 von der EWG-Kommission als Generaldirektor für die „überseeischen Gebiete“ berufen wurde.
1961 übernahm er die Leitung der Handelspolitischen Abteilung des Auswärtigen Amtes und führte 1961/62 die ersten Handelsvertragsverhandlungen mit der Volksrepublik Polen, deren Ergebnis u. a. der Austausch von Handelsmissionen war. Von 1963 an war er fast fünf Jahre lang deutscher Botschafter in Madrid (Spanien), ehe Bundesaußenminister Willy Brandt Allardt 1968 als Botschafter in die Sowjetunion schickte.
In Moskau nahm Allardt an den Verhandlungen zur Ostpolitik Brandts zum Teil gestaltend teil und half, den Moskauer Vertrag vorzubereiten, der am  12. August 1970 unterzeichnet wurde. Moskau war sein letzter Dienstposten; Allardt schied im März 1972 aus Altersgründen aus dem diplomatischen Dienst aus.
Helmut Allardt starb am 22. August 1987 im Alter von 80 Jahren in München. Seine letzte Ruhestätte ist ein Erbbegräbnis der Familie Allardt/Heiligendorf auf dem Kirchhof der Alten Dorfkirche in Berlin-Schöneberg.
Allardt war seit 1928 Mitglied des Corps Normannia Berlin.

## Schriften
- Helmut Allardt: Das deutsche Volk als Gemeinschaft. Eine kritische Wertung der deutschen Staatslehre. Stilke, Berlin 1935 (Zugleich: Göttingen, Univ., Diss., 1935).
- Helmut Allardt: Moskauer Tagebuch. Beobachtungen, Notizen, Erlebnisse. ECON-Verlag, Düsseldorf u. a. 1973, ISBN 3-430-11038-6.
- Helmut Allardt: Politik vor und hinter den Kulissen. Erfahrungen eines Diplomaten zwischen Ost und West. ECON-Verlag, Düsseldorf 1979, ISBN 3-430-11027-0.